# Rosabach
Der Rosabach ist ein 13 km langer, orographisch linker Nebenfluss der Werra im Westen Thüringens, Landkreis Schmalkalden-Meiningen. Er entspringt nördlich von Roßdorf in einem Weiher im Osten des Salzunger Werraberglandes, an der westlichen Nahtstelle zur Vorderrhön. In seinem nach Osten gerichteten Verlauf entlang der Landesstraße 1026 passiert er den nach ihm benannten Ort Rosa, bis er schließlich in Wernshausen in die Werra mündet.
Über seinen rechten, 4,4 km langen Quellfluss Kohlbach ist der Rosabach 15,6 km lang.
Der Bach wird 933 („per ripam rosaha sursum“) erstmals schriftlich erwähnt. Der ursprüngliche Name setzte sich aus dem althochdeutschen Wort *hros für „Pferd, Ross“ und der Endung -aha für „Fließgewässer“.